# Nurlu
Nurlu település Franciaországban, Somme megyében. Lakosainak száma 370 fő (2022. január 1.). Nurlu Aizecourt-le-Bas, Équancourt, Étricourt-Manancourt, Liéramont, Moislains, Sorel és Templeux-la-Fosse községekkel határos.

## Népesség
A település népességének változása:
| Lakosok száma | 411  | 409  | 406  | 387  | 380  | 373  | 365  | 368  | 370  |
|               | 2013 | 2015 | 2016 | 2017 | 2018 | 2019 | 2020 | 2021 | 2022 |